# Oxivanadiodravita
L'oxivanadiodravita és un mineral de la classe dels silicats, que pertany al grup de la turmalina. Rep el nom pel seu contingut en vanadi i per la seva relació amb la dravita.

## Característiques
L'oxivanadiodravita és un silicat de fórmula química Na(V)₃(V₄Mg₂)Si₆O18(BO₃)₃(OH)₃O. Cristal·litza en el sistema trigonal. La seva duresa a l'escala de Mohs és 7.
Primer va ser descrita i aprovada per l'Associació Mineralògica Internacional l'any 1999 com vanadiodravita (IMA n.1999-050, Retznitsky et al., 2001). Posteriorment va ser redefinida i reanomenada el 2012 com oxivanadiodravita (IMA 11-E), ja que el mineral pertany al grup alcalí, oxisubgrup 3 de la nomenclatura del supergrup de turmalina. No s'ha de confondre amb vanadiooxidravita.
Segons la classificació de Nickel-Strunz, l'oxivanadiodravita pertany a «09.CK - Ciclosilicats, amb enllaços senzills de 6 [Si₆O18]12-, amb anions complexos aïllats» juntament amb els següents minerals: fluorschorl, fluorbuergerita, cromiodravita, dravita, elbaïta, feruvita, foitita, liddicoatita, olenita, povondraïta, schorl, magnesiofoitita, rossmanita, oxidravita, oxirossmanita, cromoaluminopovondraïta, fluordravita, fluoruvita, abenakiïta-(Ce), scawtita, steenstrupina-(Ce) i thorosteenstrupina.

## Formació i jaciments
Va ser descoberta a Slyudyanka, a l'àrea del llac Baikal, dins l'óblast d'Irkutsk (Districte Federal de l'Extrem Orient, Rússia). Es tracta de l'únic indret de tot el planeta on ha estat descrita aquesta espècie mineral.